# Чуйка (приток Клыка)
Чуйка — река в России, протекает в Турочакском районе Республики Алтай. Устье реки находится в 14 км по левому берегу от устья реки Клык. Длина реки — 35 км.
В советское время по реке вёлся молевой сплав леса.
В 2020-х годах река подверглась варварским методам золотодобычи, сильно изменившим характер водотока.

## Притоки
(от устья)
- Нижний Югозан (лв)
- Верхний Югозан (лв)
- Мурников (лв)
- Нереков (лв)
- Черданцев (пр)
- Ташту (пр)
- Тузудол (лв)
- Карасу (пр)
- Нижний Каянач (лв)
- Средний Каянач (лв)
- Нижний Каянач (лв)
- Чайгол (пр)

## Данные водного реестра
По данным государственного водного реестра России относится к Верхнеобскому бассейновому округу, водохозяйственный участок реки — Бия, речной подбассейн реки — Бия и Катунь. Речной бассейн реки — (Верхняя) Обь до впадения Иртыша.
Код объекта в государственном водном реестре — 13010100212115100000755.